# Postprodukcja

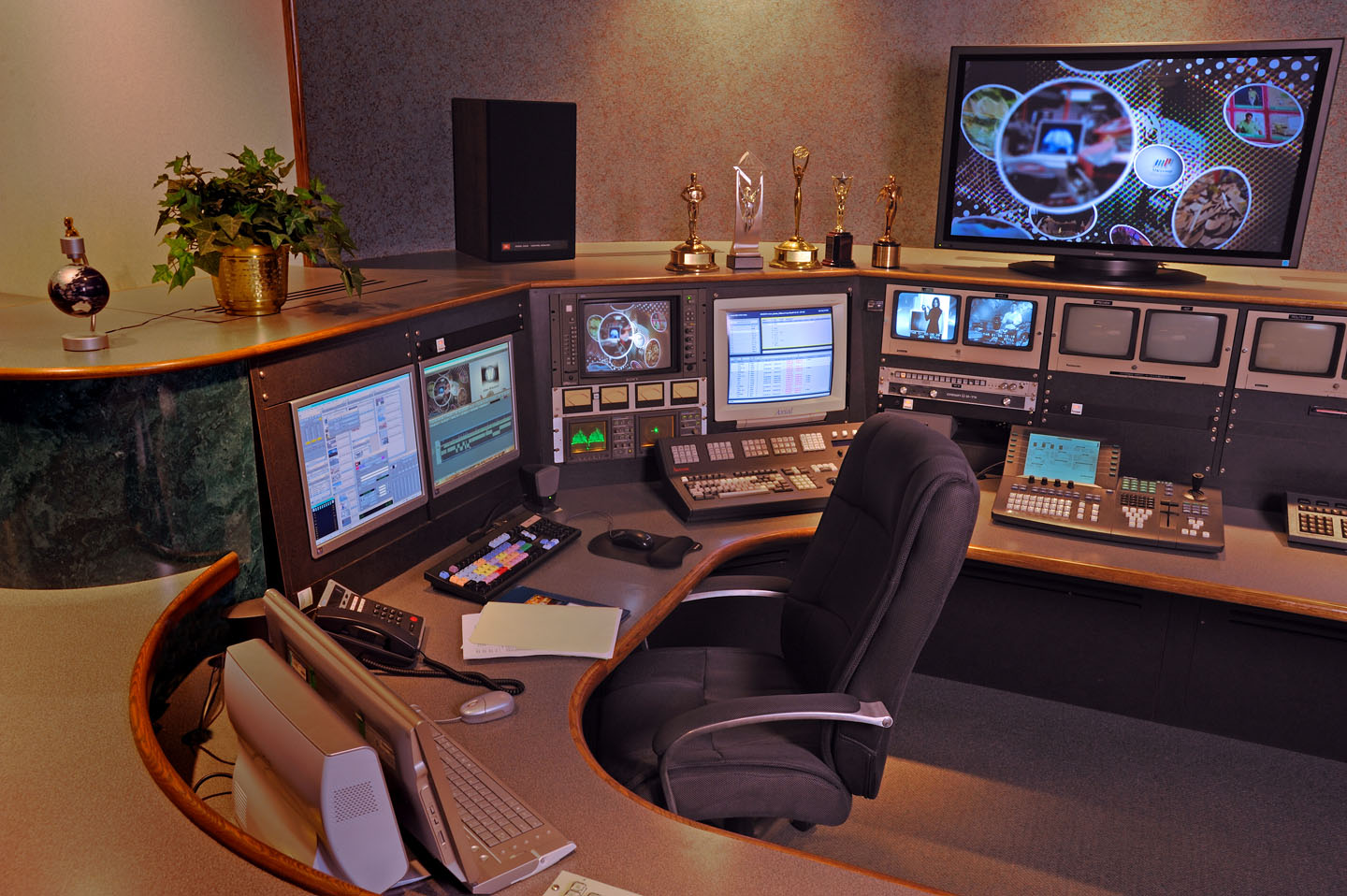
Stanowisko do postprodukcji filmowej

Postprodukcja – końcowy etap prac nad realizacją utworu audiowizualnego (np. filmu, programu telewizyjnego), następujący po etapie produkcji, a poprzedzający etap dystrybucji. Jest to zazwyczaj najdłuższy etap prac nad filmem. Głównymi pracami wykonywanymi w okresie postprodukcji są: montaż obrazu, praca nad efektami specjalnymi, korekcja barwna, tworzenie muzyki oraz udźwiękowienie.

## Historia postprodukcji w filmie i telewizji

### Postprodukcja analogowa
W pierwszych latach kinematografii, na przełomie XIX i XX wieku, z reguły nie dokonywano znaczących manipulacji na taśmie filmowej po zakończeniu okresu zdjęciowego. Filmy składały się najczęściej z pojedynczych scen przedstawionych w jednym ujęciu. Taśmy niekiedy ręcznie kolorowano bądź wirażowano. Pierwsze efekty specjalne były zazwyczaj efektem stosowania na etapie zdjęć tzw. „trików”, takich jak zatrzymanie akcji, polegające na wstrzymaniu na moment pracy kamery, by wprowadzić wyraźne zmiany w filmowanej przestrzeni i uzyskać na ekranie nagłą zmianę stanu rzeczy – zabieg ten wykorzystano m.in. w krótkim filmie The Execution of Mary, Queen of Scots (1895), aby pokazać moment dekapitacji bohaterki. Tego typu efekty specjalne stały się znakiem rozpoznawczym francuskiego reżysera Georges’a Mélièsa.

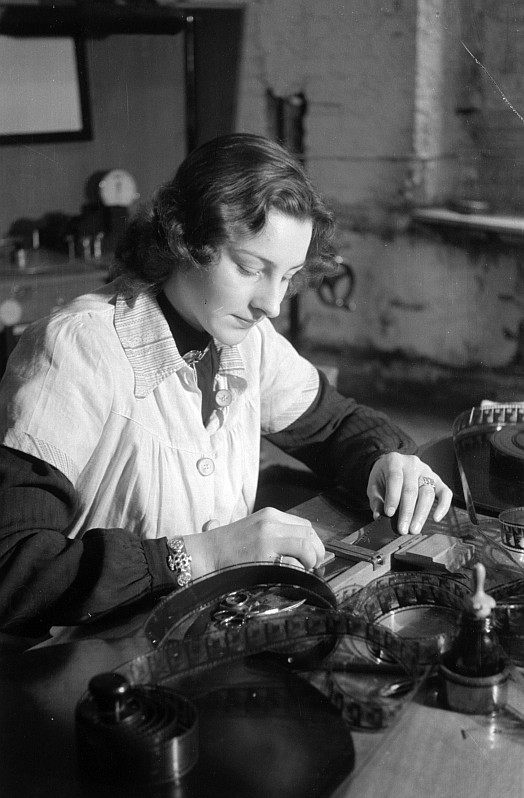
Montażystka przy pracy (1946)

Montaż (zwłaszcza montaż równoległy) coraz powszechniej stosowano dopiero po 1903 roku, w okresie rozwijania się konwencji pełnometrażowego filmu fabularnego. W połowie lat 20. do użytku w wytwórniach amerykańskich weszły pierwsze w historii stoły montażowe Moviola, które pozwalały montażystom na stosunkowo szybki przegląd i selekcję materiału filmowego. W późniejszych latach wprowadzono stoły montażowe Steenbeck i KEM, o wyższym komforcie użytkowania niż Moviola. W latach 20. popularność zyskały też kopiarki optyczne, za pomocą których osiągano takie efekty, jak powiększenie wycinka obrazu, stopklatka, łączenie w jednym kadrze wielu różnych obrazów (np. ujęcia człowieka przebranego za dinozaura z ujęciem uciekających ludzi). Za pomocą kopiarek i techniki maskowania (ang. matting) uzyskiwano wiele efektów budujących nastrój fantastyczny bądź komediowy, np. wkomponowanie postaci granej przez aktorkę w scenę filmu animowanego w serii filmów Alice Comedies (1923-1927) albo znikająca twarz bohatera filmu Niewidzialny człowiek (1933). Metoda ta została później udoskonalona i opracowana na nowo w technice maski wędrującej (ang. travelling matte).

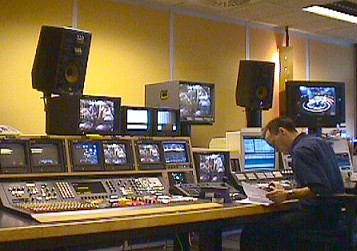
Stanowisko do liniowego montażu materiału wideo (1999)

W 1956 roku do użytku wprowadzono technikę wideo – na rynku pojawił się magnetowid Ampex VR-1000, pozwalający na zapisanie na taśmie magnetycznej obrazu z kamery telewizyjnej. W kolejnych latach firma Ampex (we współpracy z firmą Memorex) opracowała również system liniowego montażu materiału wideo. Postprodukcja materiału telewizyjnego (zapisanego magnetycznie) znacząco różniła się od postprodukcji materiału filmowego (uchwyconego na taśmie filmowej). Liniowość nagrania wideo oznaczała, że nie można było w prosty sposób umieścić dodatkowego ujęcia w środku materiału – należało na nowo przekopiować całe nagranie i w toku tego procesu w odpowiednim miejscu dograć potrzebne fragmenty. Nagrania takie odpowiadały jednak potrzebom nadawców telewizyjnych bardziej niż materiały zapisane na taśmie filmowej i mogły być od nich szybciej transmitowane, ponieważ nie trzeba było ich wcześniej skanować za pomocą telekina.

### Postprodukcja cyfrowa
W połowie lat 80. w Stanach Zjednoczonych pojawiło się kilka systemów cyfrowego zapisu i nieliniowego montażu wideo – magnetycznych, optycznych i mieszanych. Wśród firm je produkujących wymienić można Montage, Ediflex, CMX oraz EditDroid. Rozwiązania te z początku nie przyjęły się, ze względu na niską jakość obrazu oraz wysokie koszty przechowywania materiału. Sukces na tym polu odniósł dopiero system firmy Avid przeznaczony na komputery Macintosh CX, który wszedł do użytku w roku 1989. Podobne rozwiązania pojawiły się wkrótce w ofercie firm Editing Machine Corp. oraz Lightworks. Początkowo filmowcy byli niechętni wobec systemów cyfrowych, co miało związek z faktem, że w pracy nad filmem rzadko używało się wówczas komputerów. Jednym z pierwszych twórców korzystających na szeroką skalę z postprodukcji cyfrowej i nieliniowego montażu był George Lucas. W latach 90. moc obliczeniowa komputerów wzrosła do tego stopnia, że pozwoliła na szerokie upowszechnienie się tych rozwiązań technicznych w przemyśle filmowym.

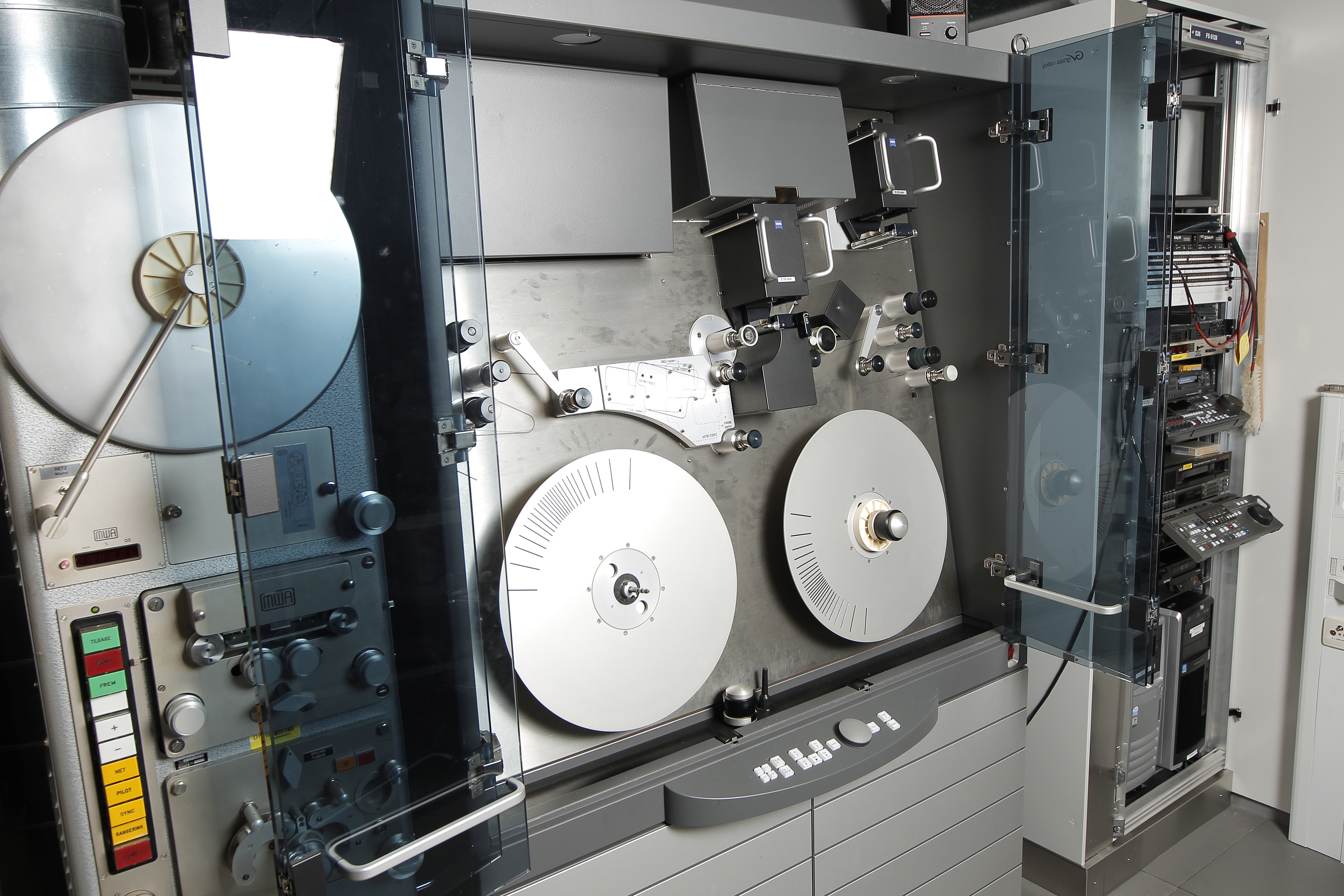
Współczesne telekino, wykorzystywane do skanowania i cyfryzacji analogowych kopii filmowych

Gdy postprodukcja cyfrowa stała się powszechna, praca na planie zdjęciowym nadal wymagała użycia taśmy filmowej. Aby wprowadzić do filmu elementy cyfrowe należało więc obraz zeskanować i przenieść do komputera, a po zakończeniu prac przywrócić go z powrotem na taśmę. Etap konwersji materiału analogowego na cyfrowy i z powrotem określa się mianem digital intermediate (DI). Współcześnie filmy kręci się już głównie kamerami cyfrowymi i wyświetla na projektorach cyfrowych, więc etap digital intermediate jest niepotrzebny. Pierwszym filmem zrealizowanym w całości techniką cyfrową były Gwiezdne wojny: Atak klonów (2002) nakręcone w opracowanym przez Sony i Panavision systemie HDCAM z użyciem kamer Sony HDW-F900. Własne kamery cyfrowe oparte na matrycach CCD produkowały również Panasonic (Varicam) oraz Thomson (Viper), a współcześnie do znaczących producentów zaliczyć można też firmy Red oraz Arri.
Dzięki dalszemu wzrostowi mocy obliczeniowej komputery potrzebne do postprodukcji cyfrowej stawały się coraz tańsze, przez co z tego rodzaju oprogramowania korzystać mogły coraz mniejsze firmy oraz klienci indywidualni. Znacznie wzrosła też liczba pozwalających na to narzędzi. W wyniku tego procesu niemal wszystkie stacje telewizyjne już w połowie lat 90. korzystały z systemów montażu nieliniowego, zwłaszcza programu Avid.
Dziś elementy wykreowane komputerowo obecne są w bardzo wielu utworach audiowizualnych. W latach 1993–1998, za sprawą programów do compositingu takich jak Adobe After Effects, mieszanie ze sobą rozmaitych typów materiałów wizualnych (wideo, grafiki, animacji) stało się powszechną praktyką postprodukcyjną. Amerykański medioznawca Lev Manovich określił mianem „aksamitnej rewolucji” proces stopniowego, niemal niezauważalnego przyzwyczajania odbiorców do tego rodzaju mieszanej estetyki oraz do cyfrowych efektów wizualnych.

## Aspekty współczesnej postprodukcji filmowej i telewizyjnej
Materiał filmowy zapisany cyfrowo istnieje pod postacią strumienia danych. Oznacza to, że ten sam materiał można edytować wieloma różnymi programami na jednym komputerze, znacząco upraszczając proces postprodukcji. Środowisko cyfrowe pozwalało na dodawanie napisów, manipulowanie kolorem, scalanie obrazu wideo z animacją 3D czy miksowanie dźwięku za pomocą zestawu podobnych do siebie narzędzi. Z tego powodu wprowadzenie systemów cyfrowych w produkcji filmowej i telewizyjnej bywa nazywane również „rewolucją” technologiczną (choć niektórzy nie zgadzają się z tym określeniem i wolą mówić o „ewolucji”).
Możemy wyróżnić szereg prac podejmowanych przez ekipę filmową w ramach współczesnej postprodukcji cyfrowej:
- Montaż obrazu: etap selekcji i porządkowania materiału filmowego z pomocą oprogramowania do montażu nieliniowego; budowanie narracji filmu[2][21].
- Tworzenie efektów wizualnych korzystających z animacji 3D i 2D, w tym: cyfrowego makijażu, kostiumów i scenografii. Andy Serkis jest przykładem aktora motion capture grającego postacie wykreowane cyfrowo (np. Gollum w trylogii Władca Pierścieni)[22]. Innym przykładem jest film Gladiator (2000), gdzie ze względu na śmierć aktora Olivera Reeda należało w niezagranych przez niego scenach wykreować jego postać cyfrowo[23]. Tworzenie cyfrowych „dobudówek” w scenografii jest również powszechną praktyką, pozwalającą na uwiarygodnienie przedstawianej historii i np. przedstawianego obrazu danej epoki historycznej (przykładami mogą tu być znów Gladiator oraz polski film Jack Strong)[23][24].
- Cyfrowa kompozycja: łączenie w jedną całość materiałów nagranych na planie zdjęciowym, stworzonych komputerowo na potrzeby filmu oraz pozyskanych ze specjalnych bibliotek gromadzących materiały do wielokrotnego wykorzystania (tzw. stock footage)[25][26][27].
- Udźwiękowienie: sound design (w tym foley), montaż dźwięku, postsynchronizacja[2][28][29].
- Stworzenie ścieżki muzycznej, która ma docelowo zastąpić wykorzystywany roboczo temp track[28].
- Korekcja barwna: zniwelowanie niedociągnięć kolorystycznych obrazu oraz nadanie mu pożądanego stylu wizualnego[2][30].
- Ostateczny transfer materiałów oraz wykonanie kopii wzorcowej[2].